# 何文鼎
何文鼎（1903年9月13日—1968年5月20日），别字靖周，别号继周，陕西周至人。黄埔军校第一期毕业。国民革命军中将军长。 中央训练团将官班、陆军大学将官班甲级第二期毕业。

## 生平

### 早年生活
周至县西乡高等小学毕业。陕军陆军混成旅军士养成所肄业，任陕军第一师骑兵团见习官。1924年春由于右任保荐考入黄埔军校第一期，与关麟征、杜聿明、张耀明、陈赓、侯镜如等编入第三队。在校期间参与平定商团暴动及北伐。在黄埔军校毕业后到阎锡山部任连长，北伐战争后期在阎锡山部国民革命军第二集团军第十军，后属高桂滋部，中原大战前任高部独立团团长，驻防山东临沂。1929年往武汉向顾祝同汇报冯阎反蒋，蒋介石说他是“忠党爱国的好学生” 。1930年2月，受蒋介石委托，劝说高桂滋在中原大战期间服从国民政府领导，移驻江苏睢宁宿迁一带。2月20日在从南京返回驻地中途被国民政府军阮肇昌部所扣，何给在国民革命军总司令部任职的黄埔一期同学张镇发电并转蒋介石协调后，才得解围返回驻地。中原大战后，何进入中央军部队任职。
1931-1932年间，担任国民革命军第1军第2师补充团团长，独立旅第一团团长，1933-1935年间，先后担任国民革命军第2师、第80师238旅475团团长，238、239旅旅长，副师长。1933年8月底，林彪、聂荣臻指挥红一军团第1师、第2师趁雨夜包围偷袭第80师驻地乌江镇，80师各部防守不及被击溃，何部亦在其中。 1933年11月80师奉命开往福建参加镇压「闽变」，在赶赴沙县增援闽军卢兴邦第52师时遭红军伏击，损失惨重。1934年1月，第80师恢复了旅的建制，何任239旅旅长，驻军福建龙岩一带。1935年4月升任80师副师长，5月被授予步兵上校军衔。 

### 抗日戰爭
1936年任福建国民革命军第52师副师长，整编训练闽军，1937年52师北上投入淞沪战场。
淞沪会战后，派任西安警备司令，并兼陕西全省防空司令部副司令（司令蒋鼎文）。1938年专任陕西抗日义勇军第一纵队司令，在芮城、灵宝一线组织河防，抗击日军。1939年6月授陆军少将，任第三十四集团军总部新兵补训处处长，后所部改编为新编第26师，任师长，驻防固原，参与第八战区及第十战区对日作战。1939年与董其武等配合开展包头战役，阻延日军南下。
1940年傅作义发动五原战役，何率新26师第77团千余将士支援，在五原县西山嘴与日军激战，为五原大捷创造了条件。1941年伊盟警备总司令陈长捷、新26师师长何文鼎、骑七师师长朱钜林等率部3万多人进驻伊盟，计划建立包围陕甘宁边区的北线防共封锁线。中共中央为避免在绥远抗日前线的伊盟同国民党军发生摩擦，指示伊盟工委、八路军骑兵第三营撤回陕甘宁边区。陈长捷借鉴十年前阎锡山搞的绥远后套屯垦经验，成立伊盟“屯垦督办公署”，宣布开垦牧场30万亩，在很短的时间内，达拉特旗发动4次“独贵龙”运动。1943年3月26日伊盟事变发生后，国民党当局指令陈长捷、何文鼎、朱钜林以伊盟守备军、骑7师、新26师军事镇压。中国共产党从坚持团结、坚持抗日的大局出发，主张、促进“伊盟事变”和平解决。在军事镇压失败和全国舆论的压力下，蒋介石、傅作义不得不同意和平解决。伊盟事变当事方向国民党当局提出：陈、何、朱的部队立即撤出伊克昭盟；严惩肇事罪魁陈长捷、何文鼎、朱钜林，释放被捕蒙胞；赔偿蒙胞损失，救济被难蒙胞，抚恤被害蒙胞家属；保证蒙胞享有自治权、信教自由及保存风俗习惯的权利；保证蒙胞人权，不得任意更换军政职员和杀害蒙胞；免征蒙胞土地、驼马牛羊及粮食。经过4个月的反复谈判，国民党当局被迫答应将陈长捷撤职、暂缓开垦蒙地和征派粮畜、暂撤驻扎萨克旗王府的军队、“宣慰”扎萨克、乌审两旗。1943年10月组建第六十七军，任军长。1943年冬中央嫡系骑兵第7师改隶第六十七军（军长何文鼎），朱钜林升任第六十七军副军长调离骑7师。1944年夏，何奉命讨伐德王伪蒙军。1944年8月到重庆觐见蒋介石，蒋对何“勖勉备至” ，并送何手枪四箱、冲锋枪两箱。
1945年8月日军投降，第十二战区司令长官傅作义接收归绥，六十七军接收包头和达拉特旗。六十七军开进包头城后，遣返日军官兵，关押了一批汉奸，接收了电厂、双车厂、火车站等要害部门，举城拍手称快。

### 國共內戰
1945年10月，67军开赴北平，名义上是接十一战区孙连仲城防，实际意在进攻华北解放区。八路军随后发起绥远战役，傅作义各部迅速收缩，何部行动慢了一步，10月25日何部第六十七军新编第26师76、78两团兵力5000人在卓资山地区被晋绥军区贺龙部队358旅、独1旅、独3旅突袭，遭受重创。何收拾残部退守包头。抵达包头后，何立即召开会议作出城防部署，后乘军用飞机赴归绥向傅作义做汇报，并要求派董其武赴包牵头指挥。傅作义答应何的请求，在两人飞回包头后，任命董其武担任城防总指挥，何任副总指挥。后贺龙部大军从归绥转攻包头，双方激战数日，包头城久攻不下，八路军战力衰退后撤退。第六十七军也因损失过重被撤销。1946年1月1日，何文鼎因抗日战争期间功勋卓著及坚守包头功绩獲頒青天白日勳章:7943。
1945年末第十七军军长高桂滋调任第一战区副司令长官，胡宗南调何文鼎回陕西接任第十七军军长。十七军后整编为17师。何文鼎为整编第17师师长。整十七师师部当时正由武威返回平凉途中，辖三个整编旅，第十二旅旅长陈子干担任兰州城防，第四十八旅旅长何奇驻防彬县封锁陕甘宁边区，第八十四旅旅长任子勋同师部驻平凉东四十里铺训练。1946年7月27日何到平凉就职。7月31日率领整84旅由平凉徒步出发，晚间到了平凉东南约八十里路的安口窑。8月1日乘汽车一百辆离安口窑镇，晚上到陕西陇县住宿，当日汽车坏了十余辆。8月2日乘车赶到宝鸡，换乘火车赴西安在三桥站下车，进山围剿中原突围的王震三五九旅部队：250团开往户县山口，251团赴周至县城。何同任子勋带整84旅部到达周至县城，齐天然的251团已进田峪口子(在周至县东南)，梁钟的250团已进入了辛口子(在周至县南)，两团粮秣均在周至县补给。
1947年3月攻占延安后，整编第17师进驻甘泉，担任延安至鄜县的护路任务。此时整编第十七师副师长梁文铁、参谋长宋质坚，辖三个整编旅，即第十二旅(旅长陈子干)、第四十八旅(旅长先是何奇，后为康庄)、第八十四旅(旅长张淇)。1947年8月5日蒋介石飞抵延安，住在南关西坡的边区外交宾馆，8月6日早上何赶到延安，在蒋吃早饭时觐见；早饭后蒋乘专机飞离。胡宗南转达：“总裁指示，今后在陕北作战，不要稳扎稳打，要用急进猛打的战法，补救过去的缺陷。”“共军围攻榆林，想诱我们去解榆林之围，在米脂以北地区，设伏歼灭我军，我们现在再不上他们的当了。总裁指示，解榆林之围，我们主力缓缓地沿咸榆公路北上，叫钟松带整编第三十六师由左翼急进出击横山，沿长城北边东进，侧击榆林附近的共军。榆林解围之后，乘共军未远退时，我们北上主力配合榆林南下的整编第三十六师，在榆、米之间同共军决战，这是一个关键战役。”8月20日前后，沙家店战役整编第三十六师被打垮，整编第一二三旅旅长刘子奇被俘。北上的董、刘主力到处白跑，进退维谷。胡宗南对陕北战事采取以守代攻的战略，保持绥德、清涧、瓦窑堡三点，仍以原来驻守上述各地之部队防守，将整编第一军和几个整编旅调到洛川以南地区，逐渐转移到关中；另一面把遭受严重打击的几个旅抽调到川北、豫西去接新兵，补充实力。1947年10月8日，胡宗南令整编第17师移驻延安，何文鼎兼任延安警备司令。整17师(欠整84旅)接替整27师防务并担任延安至甘谷驿的守备任务，维护延安到洛川间咸榆公路交通线的安全；整27师担任甘谷驿至黄河西岸的守备任务。这时，整17师建制内只有整12、整48旅，整84旅已于5月间派往豫西接新兵去了。 何文鼎住在延安城内靠南城墙不远的一座民房內，师直单位分驻附近许多密洞，城外山头上、险要路口都驻有重兵把守，半山腰埋有四号拉笛，道路上遍埋地雷，导火线的拉绳顺地拉到山顶所哨，做了一切困守孤城的准备。10月11日清涧战役整76师被全歼，师长廖昂、参谋长刘学超被俘，接着绥德、瓦窑堡守军也在救援清涧的整编第一师和整编第九十师掩护下弃城南逃。胡宗南便放弃了守延河南岸计划，而代之以“固守延安，诱敌攻坚，内外夹击”计划。按照这个计划，整编第十七师的任务是迅速增强延安城郊工事，准备固守；整编第二十七师控制于金盆湾地区，以备解放军攻打延安时内外夹击，达到消耗对方和拖延时间的目的。延安指挥所主任裴昌会指示：“现在我们不能在野战方面同共军决胜负了，只有依靠强固工事来打消耗战，目前共军主力仍在延安以北地区，若能把工事赶快修好，消耗战的目的定会成功的。”10月20日前后，胡宗南由延安回西安。裴昌会接替谢甫三任陕东兵团指挥官，12月下旬延安指挥所撤销，控制在金盆湾的整27师调到洛川以南地区，只剩下延安一座孤城，内外夹攻的计划破产。咸榆公路时断时通，延安补给全赖空运。为了确保延安，达到消耗战的目的，延安原有工事修理完整，并添补新的石碉。把延安周围高地川道分为三个守备区：以清凉山、东关飞机场包括东川道为第一守备区，由第三十四团团长齐天然负责防守；宝塔山包括南川道为第二守备区，由第三十五团团长吴子清负责防守；延安西城高地包括北川道为第三守备区，由第三十六团团长王粲辉负责防守。整编第十二旅旅长陈子干担任指挥，负责督修工事。延安周围高地都削成两三丈高的峭壁，使人无法攀登或通过，重新增添石碉群，达到攻不破、摧不毁的强度。把延安城内外东、南、北三个川道和各山腹沟道均用极厚的石条，构筑成上下两层的石碉群，每个石碉配合三个到五个小伏地碉，作为巩固主碉补助射击之用。这种石碉曾用山炮试验过，确实做到了打不垮的程度。为了修建石碉，把延安城关住人的石窑洞拆毁了四五十个，城内外路两边的石条统统挖掘出来，令工兵第八团用风钻在南山打了数百块石块，才凑齐将近200个石碉的石块。石碉所用的木料计有千余条，拆掉了延安西边的炼铁厂、国际医院，桥儿沟天主堂、西北局办公大厅、北关党校七处住房和党校大礼堂的地板。石碉完成后还认为不坚固，向延安要了500民工，将延安东、南、北三个川道，各挖深3公尺、宽4公尺两道外壕，壕内均放满了水。在北关路北为扫清射界还拆除百姓的房舍，强迫他们迁移。为了防止解放军便衣队混入城内，在三个川道口设置了检查站，盘查出入商民。每周举行特种会报一次，督令警备队在夜晚抽查户口，遇有可疑之人，即逮捕起来，送交警备部军法处管押。延安经常食粮、马料不足，尤其在1948年3月下旬到4月中旬，延安成为孤岛期间，因此，名为出外游击，实则到处抢劫食粮、马料，将延安百里以内弄成了无人区。
1948年3月初宜瓦战役刚落幕，孤悬于陕北的何文鼎多次向胡宗南请求撤退，为了躲过正在延安以南黄龙山区休整的解放军西北野战军，确保绝对安全，何文鼎提议率领部队绕个大圈，重武器空运西安，部队轻装由延安向北，经安塞、靖边、定边，取道宁夏、甘肃回关中的方案。这样虽然要多走上千公里，但沿途各省都是国民党统治区，可以确保万无一失。遭胡宗南断然拒绝。1948年3月29日在南京召开“行宪国大”，蒋介石在大会报告：“国军仍然是有力量的，要占领共产党的政治中心延安，就能够占领延安；要占领共产党的经济中心烟台，就能够占领烟台。”
1948年春，西北野战军在宜瓦战役后出关中，发起西府陇东战役。4月7日，共军地方游击队佯攻延安清凉山，驻守宝塔山的部队急忙收缩阵地，放火烧毁碉堡，引起弹药爆炸，一时响声震动全城。4月19日胡宗南确定西野主力集中到宝鸡一带，4月20日派西安绥署参谋处长裴世禺与西安的空军第3军区副司令易国瑞、西安绥署二处处长金树云，向何文鼎下达了命令：4月21日率指挥延安所有部队及国民党党政机关撤离延安南下，“整十七师即秘密破坏延安工事，焚毁不能携行军品及物资，于四月二十一日放弃延安，先解洛川之围，会合洛川守军杨荫寰旅（第47旅），取捷径，加速南下，准备与暂二旅会师耀县。”4月21日天刚亮，何文鼎下令随身携带了5天的粮食，放火烧毁了带不走的粮食物资，携带随军眷属和城内各级党政机关（陕北行署、延安专署、延安县政府等）官员，以及”中央”、“中国”、“交通”、“农民”等银行人员，以整编第48旅、整编第17师师部、延安警备司令部、山炮营、重炮连、战车连、工兵第8团、兵站和医院、整编第12旅的次序出发，突然南撤。队列绵延约10公里，部队达2万多人。加上随行人员多达5万人，队伍首尾间距20多公里。 在西府地区作战的彭德怀给还在包围洛川的西野第三纵队司令员许光达发电报，让出洛川通道，在敌人南撤途中寻找战机：“何文鼎马（21日），全部南撤。由于野战军在泾、渭间继续扩大胜利进攻，川陕与西兰交通均截断，敌有被逼放弃延安、洛川模样。三纵队应以一个团，附电台，派得力指挥员率领，于二十三日前，位置于交口、中部、偏桥之线，节节阻击南逃之敌，待敌先头退至偏桥时，该团主力应灵活隐蔽集结偏桥以西，以便配合纵队主力，东西伏击南退敌之后尾一两个团。以一个营，宽正面继续阻击，引敌主力南退。纵队主力隐蔽集结偏桥东南地区。伏击得手后，不顾一切猛追。”4月21日晚到甘泉。4月22日到茶坊。4月23日晚抵达洛川会合了整48旅之第143团及整编第61旅杨荫寰部。由于4月10日解放军围攻洛川，修建的防御工事妨碍了部队通过，且部队疲劳，何决定在洛川休整一天。4月24日下午胡宗南紧急致电何文鼎，称据空军侦察，洛川以南经中部县、宜君县至耀县的咸榆公路被破路严重，车辆难以通行，公路两侧高地有共军伏兵。胡宗南命令改走东大路，即洛川、白水、蒲城、渭南。4月25日凌晨先派了一个团沿西包公路南下，行抵常家塬发现可疑情况，折回县城报告，遂决定改出东门沿洛白大道南逃。故此，4月25日上午10时才从洛川出发。西北野战军第三纵队侦察到敌人携有重武器，势必从西包公路南逃，主力于黄陵、宜君间阻击围歼。洛川游击队侦察得知蒋军改道洛白大路，一面在谷咀沟、贺桌、白家咀沿途阻击，拖住敌人行程，并斩断敌人南逃必经之路的鄜城桥，一面迅速通知西野三纵。何文鼎自恃武器优越而不愿丢弃辎重，洛白大路年久失修，只走了40里，4月25日晚宿槐柏镇及以南的白家咀村。4月26日拼力赶修鄜城桥，行军赶到元圪塔、吴家庄时天色已晚，只好就地宿营。许光达部西野三纵从黄陵、宜君兼程赶来，于4月26日晚赶到石头镇及以北的吴家庄，国军大队人马已经通过。许光达遂改变计划，指挥部队穷追猛打直至白水城郊。4月27日早上出发后，先头部队在史家河南梁与共军爆发激烈的近距离遭遇战，激战至日落，团长王粲辉被击毙。4月28日，全军失控，形同溃退，争先恐后，经纵目于下午14时抵达洛河北岸，洛河水位高涨，将坦克、汽车、重炮及车辆都无法过河，飞机空投西安绥署通报澄城县北边有共军骑兵群向西活动，令其迅速过河到白水县与迎接部队汇合。西野三纵又尾追而至，何文鼎只得率部匆忙徒涉过河，重武器和车辆尽被三纵缴获。当夜何文鼎电告胡宗南，要求派飞机去炸毁丢弃在洛河北岸的重武器。胡宗南复电何文鼎，要他次日（4月29日）率部回洛河北岸，重新夺回这些重武器。心有余悸的何文鼎没有勇气折回北岸，他指挥的军队更是军心涣散，无法再打。4月29日早上，何文鼎部与胡宗南派来接应的接应部队夏禹卿暂编第2旅会合，一同绕过白水县，当晚进抵蒲城。5月1日，逃军全部在蒲城收拢。在蒲城清查，该师计阵亡官兵370余人，受伤500余人，逃亡与被俘近3000人，损失榴弹炮2门，山炮13门，野炮8门，战车8辆，载重汽车48辆，小吉普车7辆，弹药、被服数量更多。西野三纵统计，此役歼灭整编第61旅182团、整编第17师师部与野炮营、整编第48旅144团各一部，毙伤敌千余人，俘敌1500余人，缴获汽车、坦克、榴弹炮、山炮、野炮等全部重武器，计有重炮2门，山炮13门，野炮8门，战车8辆，汽车48辆，吉普7辆。5月10日蒋介石、胡宗南召其到长安县太乙宫，蒋同其他人谈完话后，斥责何“怕死，无耻”之后，再没说一句话，即时出了太乙宫乘飞机回南京，何被“撤职查办”。
后出任秦岭中部守备区中将司令官，驻周至县城，守军全系新兵。1949年5月中旬，第一野战军发动陕中战役，何的渭河防线被摧毁，第三次撤职，率残部南撤四川广元。1949年10月被任命为第七兵团中将副司令官，驻防四川温江。1949年11月蒋介石在成都励志社召见何，将秦岭至四川温江的国民党军队指挥权及名存实亡的西安绥靖公署交给何。12月10日，蒋介石飞离成都，23日胡宗南飞往海南岛，成都及附近的国民党军队无人统一指挥。1949年12月25日，何与第七兵团司令裴昌会在四川德阳通电起义。12月底。何文鼎进入成都，住在实业街29号，他利用过去部属关系蒋松璋等进行了劝解和说服，要求共同维持好社会秩序，保护好仓库等人民财产。成都解放后，西北局书记习仲勋来电把蒋松璋与何的旧部原四十八师副师长齐天然一同调到西安协助工作。1950年1月，成都解放。贺龙进入成都的第3天，派解放军第18兵团政治部主任王维舟通知何文鼎，在励志社原址接见他。1月底，何文鼎即与国民党新五军军长徐经济函电联系，规劝其立即停止抵抗，放下武器，向人民解放军投诚，徐随率新五军全部起义。
第七兵团起义官兵在四川中江县经过为期6个月的整训后，于1950年8月划归第一野战军建制。当年7月，贺龙亲笔给何文鼎写信，并发公函，征询何的去向意见，欲留何在西南军政委员会工作。何考虑到自己回到北方更有利于工作，选择了随第一野战军进驻甘肃天水县。

### 入獄、晚年及平反
1950年10月，因占据延安期间的历史反革命罪行，何被逮捕并押送北京战犯管理所。1961年12月特赦后，回到故乡周至县度过了一段赋闲自由时光。1964年，何分配到西安市剪刀厂工作。文化大革命开始后，受尽迫害，于1968年5月20日，在西安去世。
1985年4月最高人民法院确认其为起义人员，撤销1961年特赦令。

## 著作
著有《在秦岭山区堵截八路军三五九旅亲历记》、《整编第十七师从担任护路到守备延安的经过》、《蒋军胡宗南部进犯延安及其由延安逃跑溃败经过》等回忆文章。

## 荣誉
- 抗战胜利勋章（1945年10月）
- 青天白日勋章（1946年1月1日批准[12]）